# فريدريش ريتر
فريدريش ريتر (بالألمانية: Friedrich Ritter)‏ (و. 1898 – 1989 م) هو عالم نبات من ألمانيا .